# Seraina Piubel
Seraina Piubel (* 2. Juni 2000 in Wettingen) ist eine Schweizer Fussballspielerin. Sie spielt für West Ham United und die Schweizer Nationalmannschaft.

## Karriere

### Verein
Piubel spielte in ihrer Jugend beim FC Fislisbach. Im Alter von 13 Jahren wurde sie in das Förderprogramm Footeco aufgenommen und wechselte zum FC Zürich Frauen. Von 2015 bis 2016 spielte sie ein Jahr in der U-15-Knabenmannschaft des FC Red Star Zürich, ehe sie erneut zum FC Zürich wechselte. Am 6. August 2016 gab sie ihren Einstand in der Super League. Sie wurde im Spiel gegen die YB Frauen in der 75. Minute eingewechselt. Auch beim Champions-League-Qualifikationsspiel gegen KS Vllaznia Shkodra kam sie zum Einsatz: Sie spielte über die volle Spielzeit und schoss beim 3:0-Erfolg ein Tor. In der Saison 2017/18 kam Piubel regelmässig zum Einsatz, meist als Einwechselspielerin. Am 11. Oktober 2017 gab sie beim Spiel gegen den FC Gintra ihren Einstand in der UEFA Women’s Champions League. Sie wurde in der 67. Minute eingewechselt. Seit der Saison 2020/21 gehört sie beim FCZ zu den Stammspielerinnen. Im Januar 2022 wurde sie von einer Fachjury als eine von drei Spielerinnen für die Auszeichnung als „Beste Spielerin“ der Super League im Jahr 2021 („AXA Women’s Super League Player 2021“) nominiert. Den Preis gewann schliesslich Sandy Maendly. Auch im darauffolgenden Jahr wurde sie für diese Auszeichnung nominiert, unterlag jedoch Fabienne Humm. Sie wurde schliesslich Anfang 2024 als „Women's Super League Player 2023“ ausgezeichnet. Auf die Saison 2024/25 hin wechselte sie zu West Ham United in die erste englische Liga. In den sieben Jahren beim FCZ hatte sie insgesamt 187 Pflichtspiele bestritten, 50 Tore erzielt und 30 Torvorlagen geliefert.

### Nationalmannschaft
Im Juli 2018 nahm Piubel an der U-19-Europameisterschaft in der Schweiz teil. Sie kam jedoch nur in der Schlussviertelstunde im zweiten Spiel gegen Spanien zum Einsatz. Das Schweizer Team schied nach der Vorrunde aus.
Am 26. Oktober 2021 gab sie beim WM-Qualifikationsspiel gegen Kroatien ihr Debüt in der Schweizer A-Nationalmannschaft. Sie wurde in der 89. Minute eingewechselt. Ihr erstes Tor erzielte sie in ihrem fünften Länderspiel, im Freundschaftsspiel gegen Island, im April 2023. Sie wurde von Nationaltrainerin Inka Grings für die Weltmeisterschaft 2023 aufgeboten und stand in allen vier Spielen der Schweizerinnen in der Startformation. Im ersten Spiel gegen die Philippinen erzielte sie das 2:0. Die Schweiz schied im Achtelfinal aus.

## Erfolge
- Schweizer Meisterschaft: 2018, 2019, 2022, 2023
- Schweizer Pokal: 2018, 2019, 2022

## Persönliches
Seraina Piubel ist die Tochter des ehemaligen Fussballspielers und heutigen -trainers Urs Meier und der ehemaligen Fussballspielerin und -trainerin Sandra Piubel, die für den FC Blue Stars Zürich in der Nationalliga A gespielt hat. Piubel absolvierte eine kaufmännische Ausbildung an der United School of Sports in Zürich, die sie 2020 abschloss.